# Hugo Väli
Hugo Väli (Üksnurme, 19 maggio 1902 – Tallinn, 22 settembre 1944) è stato un calciatore estone, di ruolo attaccante.

## Carriera

### Club
Ha sempre giocato nel campionato estone.

### Nazionale
Con la Nazionale ha partecipato alle Olimpiadi nel 1924.